# Baltische Beker 1932
De Baltische Beker van 1932 was de 5e editie van de Baltische Beker. Het toernooi werd gehouden van 28 tot en met 30 augustus 1932 in Riga, Letland. Letland werd kampioen.

## Eindstand
| Team     | Gsp | W | G | V | DV | DT | DS | Ptn |
| -------- | --- | - | - | - | -- | -- | -- | --- |
| Letland  | 2   | 2 | 0 | 0 | 5  | 1  | +4 | 4   |
| Litouwen | 2   | 1 | 0 | 1 | 3  | 5  | –2 | 2   |
| Estland  | 2   | 0 | 0 | 2 | 1  | 3  | –2 | 0   |

## Wedstrijden
|                                                  |                                                                                  |       |                           |                                                                         |
| 28 augustus «onderlinge duels» 17:30 uur (UTC+2) | Letland                                                                          | 4 – 1 | Litouwen                  | JKS-stadions, Riga Toeschouwers: 4.000 Scheidsrechter: Sven Klang (SWE) |
| 28 augustus «onderlinge duels» 17:30 uur (UTC+2) | Ērihs Pētersons 52' Alberts Šeibelis 53' Hermanis Jēnihs 65' Arnolds Tauriņš 73' |       | 15' Jaroslavas Citavičius | JKS-stadions, Riga Toeschouwers: 4.000 Scheidsrechter: Sven Klang (SWE) |

|                                                  |                  |       |                                           |                                                                         |
| 29 augustus «onderlinge duels» 18:00 uur (UTC+2) | Estland          | 1 – 2 | Litouwen                                  | JKS-stadions, Riga Toeschouwers: 3.000 Scheidsrechter: Sven Klang (SWE) |
| 29 augustus «onderlinge duels» 18:00 uur (UTC+2) | Roman Mõtlik 11' |       | 30' Eduardas Čižauskas 70' Antanas Lingis | JKS-stadions, Riga Toeschouwers: 3.000 Scheidsrechter: Sven Klang (SWE) |

|                                                  |                      |       |         |                                                                         |
| 30 augustus «onderlinge duels» 18:00 uur (UTC+2) | Letland              | 1 – 0 | Estland | JKS-stadions, Riga Toeschouwers: 5.000 Scheidsrechter: Sven Klang (SWE) |
| 30 augustus «onderlinge duels» 18:00 uur (UTC+2) | Alberts Šeibelis 58' |       |         | JKS-stadions, Riga Toeschouwers: 5.000 Scheidsrechter: Sven Klang (SWE) |

## Kampioen
| Kampioen 1932    |
| ---------------- |
| Letland 2e titel |